# フレデリック・ギバード
サー・フレデリック・アーネスト・ギバード（Frederick Gibberd 1908年1月7日- 1984年1月）は、イギリスの建築家、タウンプランナー及び景観デザイナー 。

## バイオグラフィー
コベントリー生まれ、テーラーの5人きょうだいの長男で、市内にあったヘンリー8世スクールで教育を受けた。
1925年バーミンガムのアート学校で建築を学び、部屋メイトだったF.R.S.ヨークとバーミンガムの建築家ウィリアム・ビドレークの事務所に年季奉公していた。ギバードの作品は卿ジェフリー・ジェリコー、ル・コルビュジエ、ミース・ファン・デル・ローエ、および友人ヨークの影響を受けた。
彼が設計し、1930年に実際に完成したプルマン裁判所、またロンドン・ストリータムヒル（1934年から1936年）といった低コストの住宅開発でキャリアを開始。この方式の成功により、ギバードは「低廉住宅」の建築家として定着、ロンドン・シドナムのパークコート（1936年）とサウスゲイト（1936年）、エリントン裁判所など、第二次世界大戦が勃発するまで、他のスキームを構築するようになっていく。
ギバードとヨークは、1937年に刊行され、その後、新たに完成したプルマン・コートとパークコートほか、多くの他のヨーロッパの例を紹介した「モダン・フラット」など多くの影響力のある出版物に協力した。
ハーロウの開発のためのコンサルタント及び建築家プランナーとして、自ら設計した町に住み、人生の残りを過ごした。ここで最も注目すべき作品は、芝生と、樫の木に囲まれたオープン地面の面積上に蝶のデザインに配置された9階から成る、英国の最初の近代的なスタイルのポイントブロックを含み、1951年に英国の住宅賞を受賞したオーチャードクロフト、緑に直面して湾曲したテラスをもつトロンプ・l'oeil・ペアである。
モーリーグローブの先駆的な破断シルエットの低廉住宅で、住宅の多くは全体的に環境保全地域であるマーク・ホール周辺にある。ハーヴェイ・センターは、建築区別を欠いているが、大規模な専用の屋内ショッピングモールの初期の英国の例として注目される。いまだに往時の町役場が存在するが、先駆的なスポーツセンターは、解体されており、イギリス遺産のウォーターガーデンは、駐車場、ショッピングセンターの当接によって台無しにされている。
ハーロウ・マーシュレーン（での個人邸庭園であるギバードガーデン）フォーマルとアンフォーマルなデザインが混合する郊外に、ロンドン・クーツ銀行の再建で引き揚げた建築物が含まれている。

ギバードにより、ハーロウの計画にはさらなる成果としてF.R.S.ヨーク、パウエル＆モヤ、グラハム・ ドウバーン、 ジョン・ポールソン、 マックスウェル・フライ ＆ ジェーン・ドリュー、マイケル・Neylan、 ウィリアム・クラブツリー、レオナルド・マナセ、E.C.P.モンソン、ジェラール・ゴーレン、ジェラルド・ラコステ、リチャード・シェパードとH.T.キャドバリー・ブラウンなど戦後の多くの大手建築家の作品群が組み込まれている。
またヘンリー・ムーア、 エリザベス・フリンク、 オーギュスト・ロダンとバーバラ・ヘップワースらの作品を含め、公共彫刻のかなりのコレクションが、町じゅうに展示されている。
ハーロウは近代建築と都市計画における教訓として、戦後の英国におけるニュータウンで最も成功したとみなされている。 ギバードの本「ハーロウ・ニュータウンの物語」（レン・ホワイト、ベンハイド・ハーヴェイと共同執筆）は、そのような事柄に興味を持つ人のために参照となる。
1953年には、「タウン・デザイン―フォーム、プロセス、および被写体の歴史に関する本」（日本では高瀬忠重、他/訳「タウン・デザイン」鹿島出版会、昭和51年発行）を出版した。

## 注目すべき建物
- ハーロウ ニュータウン
- ロンドンセントラルモスク
- リバプールメトロポリタン大聖堂

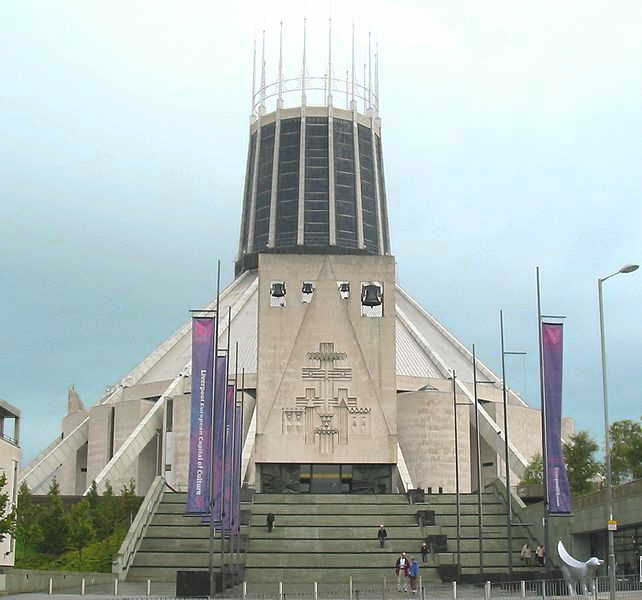
リバプールメトロポリタン大聖堂

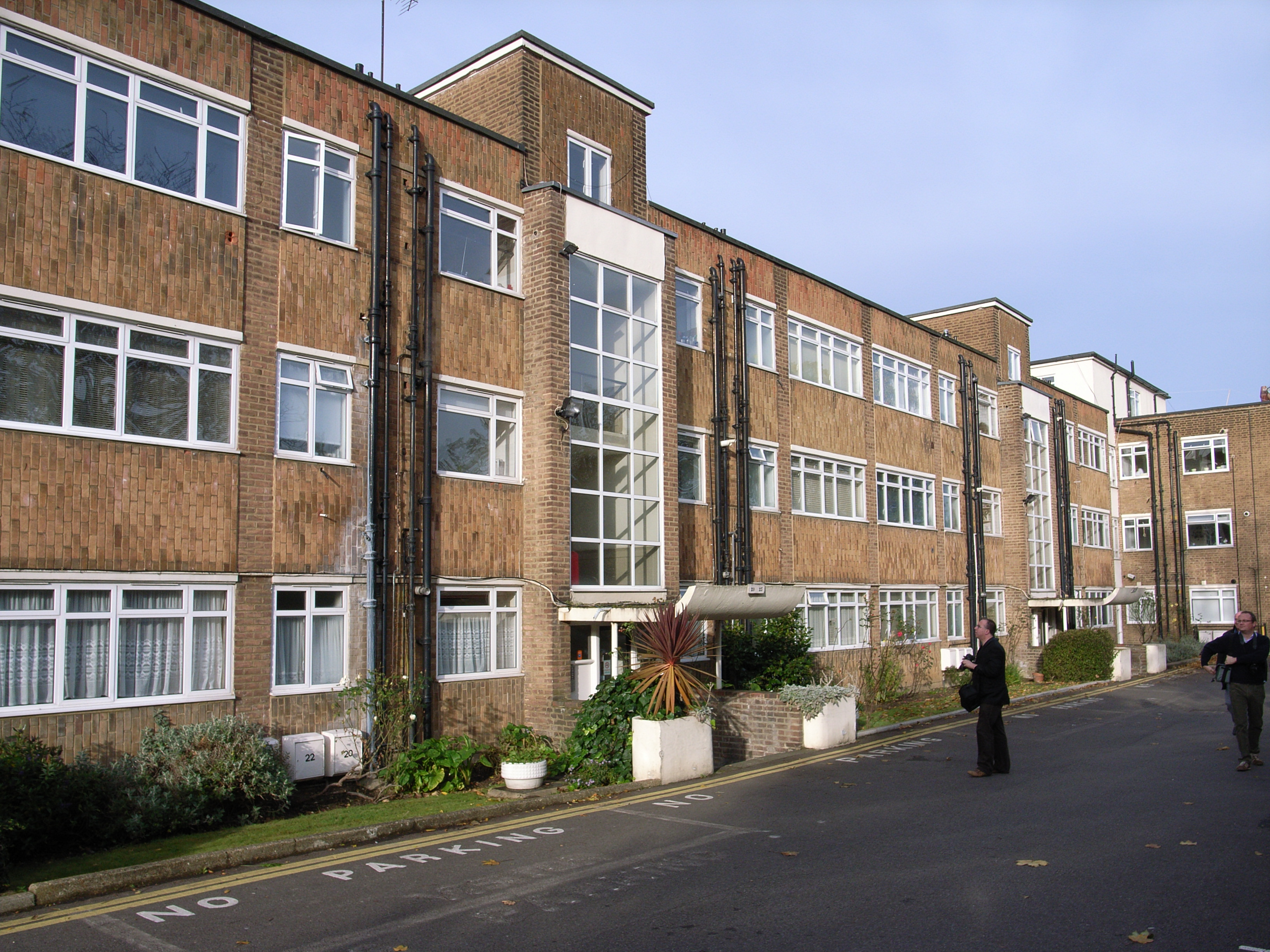
エリントンコート、サウスゲート

- ジドコット発電所、オックスフォードシャー州、イングランド

フレデリック・ギバードによる建物のリスト 
- 1933年-1936年、プルマンコート、ストリータム、ロンドン
- 1936年、シデナムのパークコート、ロンドン
- 1937年、エリントンコート、サウスゲイト
- 1937年-1939年、マックルズフィールドの看護師ホーム、チェシャー、イギリス
- 1945年-1949年、ハックニーのソマーフィールド・エステート、ロンドン
- 1946年-1963年、ウォリックシャーのナニートンタウンセンター、イギリス
- 1949年-1951年、ポプラのクリスプ・ストリートマーケットと関連住宅、 ロンドン （ランズベリーエステートの一部）
- 1950年、ハーロウのオーチャードクロフト住宅街＆ストウ（ショッピングセンター）、エセックス、イギリス
- 1950年-1969年、ロンドン近郊ヒースロー空港ターミナルビル
- 1951年、ハーロウの芝生、エセックス、イギリス
- 1952年、ハーロウのマーケット広場、エセックス、イギリス
- 1953年-1961年、アルスター病院、ベルファスト
- 1956年、 バース技術大学、サマセット州、イギリス
- 1956年-1968年、セントオールバンズ・シビックセンター、ハートフォードシャー州、イギリス
- 1958年、 ダーウェント貯水池、ダラムとノーサンバーランド州、イングランド
- 1958年、ハックニーのベッカー・レクトリー道路、ロンドン
- 1959年-1969年、ドンカスター・シビックセンター、ヨークシャー、イギリス
- 1962年、テクノロジーの大学、キングストンアポンハル、イギリス
- 1959年-1968年、Fulwellクロス図書館、イルフォード
- 1960年-1966年、 バーミンガムの修道院広場、イングランド

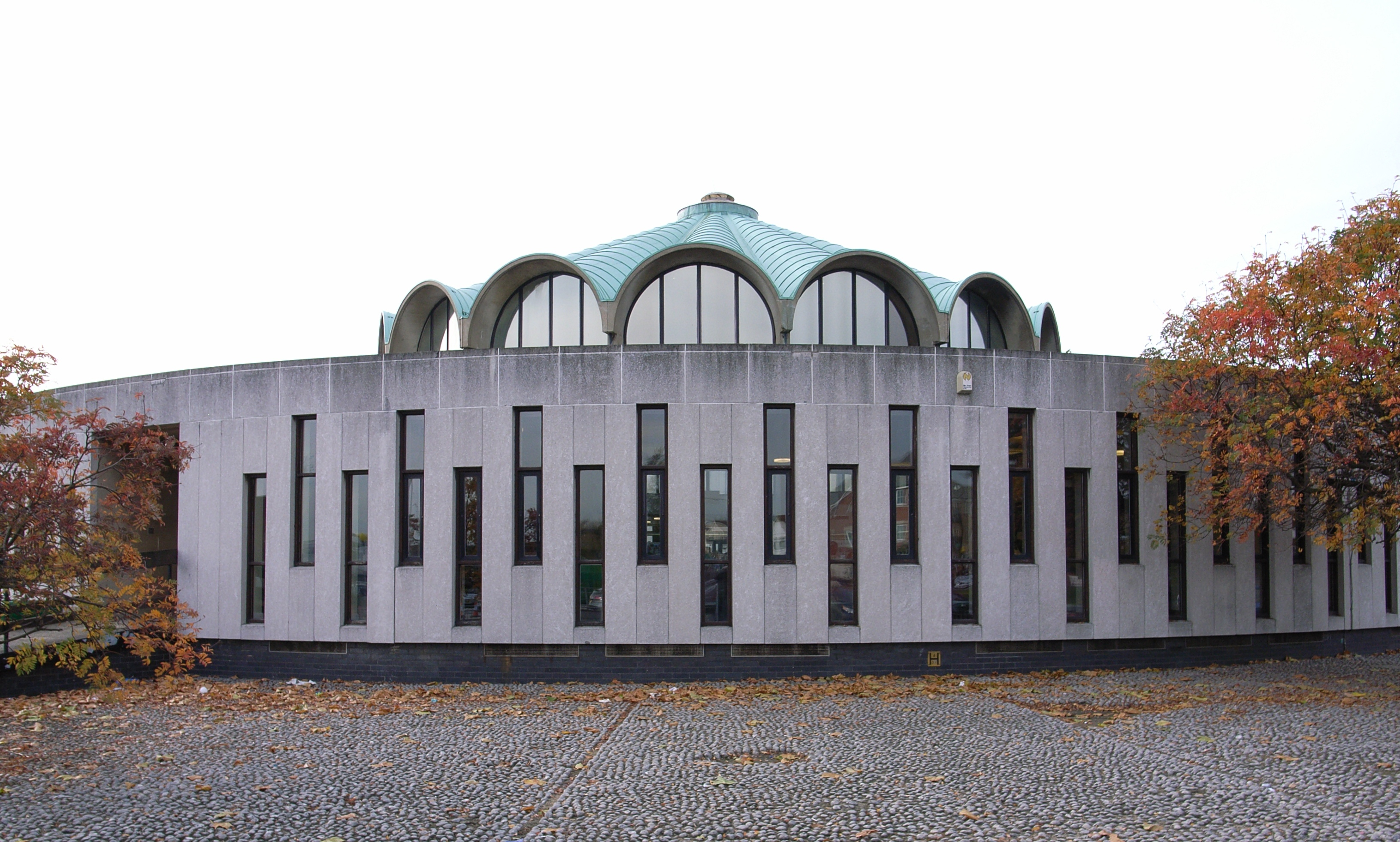
Fulwellクロス図書館、イルフォード

- 1960年-1967年、 ローマカトリック大聖堂、リバプール、イギリス
- 1961年、ハーロウのモーリーグローブフラッツ、エセックス、イギリス
- 1962年-1966年、ドゥエアビー、バークシャー、イギリス
- 1964年、聖ジョージ礼拝堂、ロンドンヒースロー空港近く、
- 1964年、ハーローのウォーターガーデン、エセックス、イギリス
- 1965年、デ・ラ・サール大学のチャペル、ミドルトン、ランカシャー、イギリス
- 1964年-1968年、ジドコット発電所、オックスフォードシャー州、イングランド
- 1965年-1974年、エドモントングリーン、エドモントン、ロンドン
- 1966年-1975年、ストランドのアランデルグレート・コート、
- 1968年-1975年、インターコンチネンタルホテル、ハイドパークコーナー。 ロンドン
- 1969年、クーツ銀行本部、ロンドン、イギリス
- 1970年-1977年、 ロンドンセントラルモスク
- 1972年、ロイヤルスパセンター、レミントンスパー
- 1980年、ハーロウのハーヴェイセンター、エセックス、イギリス